# Le Gaucher
Pour l’article homonyme, voir gaucher.
Pour plus de détails, voir Fiche technique et Distribution.
Le Gaucher (The Left Handed Gun) est un film américain réalisé par Arthur Penn, adapté d'un scénario de téléfilm de Gore Vidal, sorti en 1958.

## Synopsis
William Bonney, errant épuisé dans le désert, est recueilli par un éleveur, J.H. Tunstall, homme juste et nourri de lectures bibliques qui le prend en affection. Un peu plus tard cet éleveur, qui refuse l'emploi des armes, est tué dans une embuscade par quatre notables, éleveurs rivaux qui ont réussi à soudoyer le veule shérif Brady. Billy, qui arrive aussitôt sur les lieux mais ne peut que constater la mort de son protecteur, décide de le venger.
Il abat d'abord deux des tueurs, mais dans l'incendie qui accompagne l'affrontement a le bras gauche gravement brûlé (il est excellent tireur et gaucher). Il se remet peu à peu dans un village voisin, tandis qu'est affichée la proclamation d'amnistie du gouverneur du territoire sur la guerre entre éleveurs. Billy, que le journal local considère comme mort dans l'incendie, n'admet pas que l'amnistie pardonne les deux meurtriers impunis de son ex-patron tandis que lui-même est officiellement enterré.
Son ami Pat Garrett le protège. Mais l'ayant invité à son mariage, il change d'avis quand Billy abat le dernier des assassins au milieu des réjouissances. Dès lors Garrett, blessé et outragé, accepte la charge de shérif qu'on lui propose et se donne pour tâche d'arrêter Billy. Il l'arrête en effet, après que les deux amis et complices de Billy eurent été tués. Billy, enchaîné et promis à la pendaison, réussit cependant à s'enfuir. L'affrontement final entre Pat Garrett et Billy le Kid a lieu, et Billy est abattu, alors qu'il n'était pas armé : « He went for an empty holster »  (il a tendu la main vers un étui vide), dit Garrett.

## Fiche technique
- Titre : Le Gaucher
- Titre original : The Left Handed Gun
- Réalisation : Arthur Penn
- Scénario : Leslie Stevens, d'après la pièce de Gore Vidal
- Musique : Alexander Courage
- Directeur de la photographie : J. Peverell Marley
- Costumes : Marjorie Best
- Montage : Folmar Blangsted
- Pays d'origine : États-Unis
- Format : Noir et blanc - 1,85:1 - Mono - 35mm
- Genre : Western
- Durée : 100 minutes
- Date de sortie : 7 mai 1958

## Distribution
- Paul Newman (VF : Jacques Thébault) : Billy the Kid
- Lita Milan (VF : Claire Guibert) : Celsa
- John Dehner (VF : Claude Péran) : Pat Garrett
- Hurd Hatfield (VF : André Lorière) : Moultrie
- James Congdon (VF : Pierre Fromont) : Charlie Boudre
- James Best (VF : Georges Poujouly) : Tom Folliard
- Colin Keith-Johnston (VF : Gérard Ferrat) : Tunstall
- John Dierkes (VF : Pierre Morin) : McSween
- Robert Anderson (VF : Roger Rudel) : Hill
- Wally Brown (VF : Émile Duard) : Shérif Moon
- Denver Pyle (VF : Jean Violette) : Ollinger
- Paul Smith (VF : Serge Sauvion) : Bell
- Nestor Paiva (VF : Camille Guérini) : Pete Maxwell
- Joe Summer (VF : Estelle Gérard) : Mme Garrett
- Robert Foulk (VF : Robert Le Béal) : Brady
- Anne Barton (en) (VF : Jacqueline Ferrière) : Mrs. Hill
- Eve McVeagh (non créditée) : Mme McSween

## Production
Le Gaucher est le premier long métrage d'Arthur Penn qui a auparavant travaillé pour la télévision et au théâtre où il a eu un certain succès. Il y retrouve les méthodes et l'esthétique qu'il a connues lors du tournage de dramatiques pour la télévision :  noir et blanc, petit budget et jeu d'acteur venu des méthodes de l'Actors Studio. Mais ses rapports sont très durs avec le studio qui produit le film, la Warner : une fois le tournage terminé, les rushes sont confiés à un monteur par la production et Arthur Penn n'a plus aucun contrôle sur son film dont il apprendra la sortie en la voyant annoncée sur une affiche à New York.

## Accueil
Le Gaucher est un échec commercial et critique au point qu'Arthur Penn retournera travailler comme metteur en scène de théâtre pour plusieurs années.

## Analyse
Selon Peter Biskind, Le Gaucher est « un Billy the Kid à la fibre freudienne. »